# Rekkem
Ne doit pas être confondu avec Rekem.
Rekkem est une section de la ville belge de Menin, en province de Flandre-Occidentale. C'était une commune à part entière avant la fusion des communes de 1977. Elle se nomme Retchème en picard. On trouve parfois les noms francophones de Reckem,, Recheim et Rechem. En 1173, le village s`appelait encore Reckeham, similaire à Reclinghem en Artois et à Rijkegem (Tirlemont), qui furent fondés par le Viking Rikiwulf en 876.

## Géographie

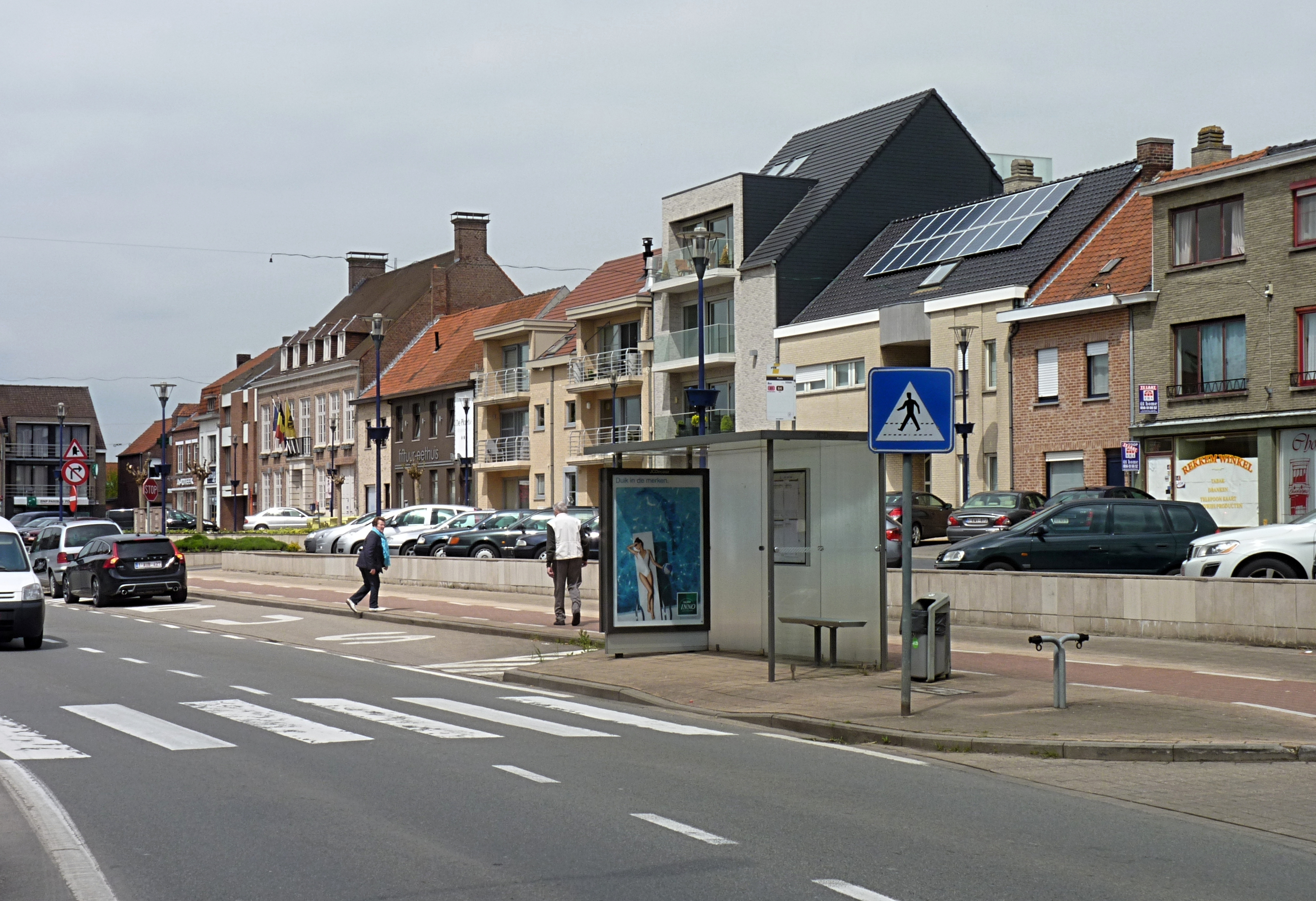
La place de Rekkem longée par la N366.

Rekkem est frontalière avec la France et à la limite de la Région wallonne. Elle est limitrophe des localités de Menin, Lauwe, Aalbeke, Mouscron (section de commune), Neuville-en-Ferrain et Halluin.
Rekkem Centre se trouve au nord du territoire tandis que le hameau de Paradis se trouve davantage au sud.

## Démographie

### Évolution démographique
- Sources : INS, Rem. : 1831 jusqu'en 1970 = recensements, 1976 = nombre d'habitants au 31 décembre[7].

## Langues
Le dernier recensement linguistique complet de 1947 faisait état de la présence de plus d'un quart de la population usant du français comme "Langue exclusivement ou le plus fréquemment parlée". Menin n'offre pas des facilités linguistiques aux  francophones mais le hameau de Risquons-Tout faisant partie de Ménin et concentrant le gros de sa population francophone à ce moment-là fut de ce fait transferé à la commune de Mouscron en 1963 lors de la fixation définitive de la frontière linguistique.

## Transports

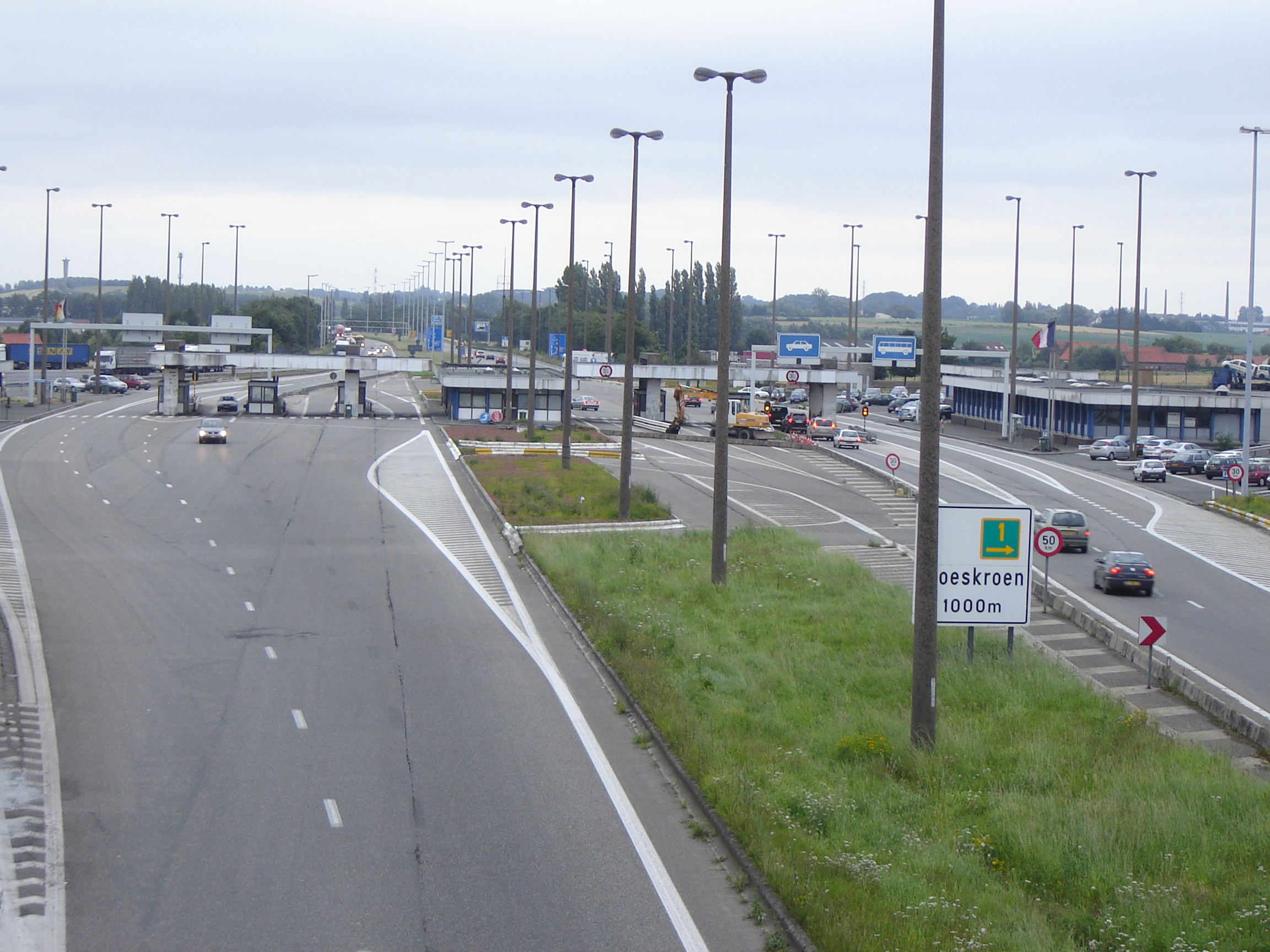
L'ancien poste frontière de Rekkem sur la E17.

Le centre du village est traversé par la N 366 (Moeskroenstraat) qui relie le centre de Menin et Mouscron. La Lauwestraat et la Priester Coulonstraat, reliées à la nationale, font la liaison entre Rekkem avec Lauwe.
La Dronckaertstraat (l'ancienne voie de communication entre Courtrai et Lille) et l'autoroute A 14/E 17 passent entre Rekkem Centre et le hameau de Paradis.

## Économie
Une partie d'un zoning industriel est situé à l'est de Rekkem : il est nommé LAR, d'après les initiales des trois localités sur le territoire desquelles il s'étend (Lauwe, Aalbeke et Rekkem).

## Histoire

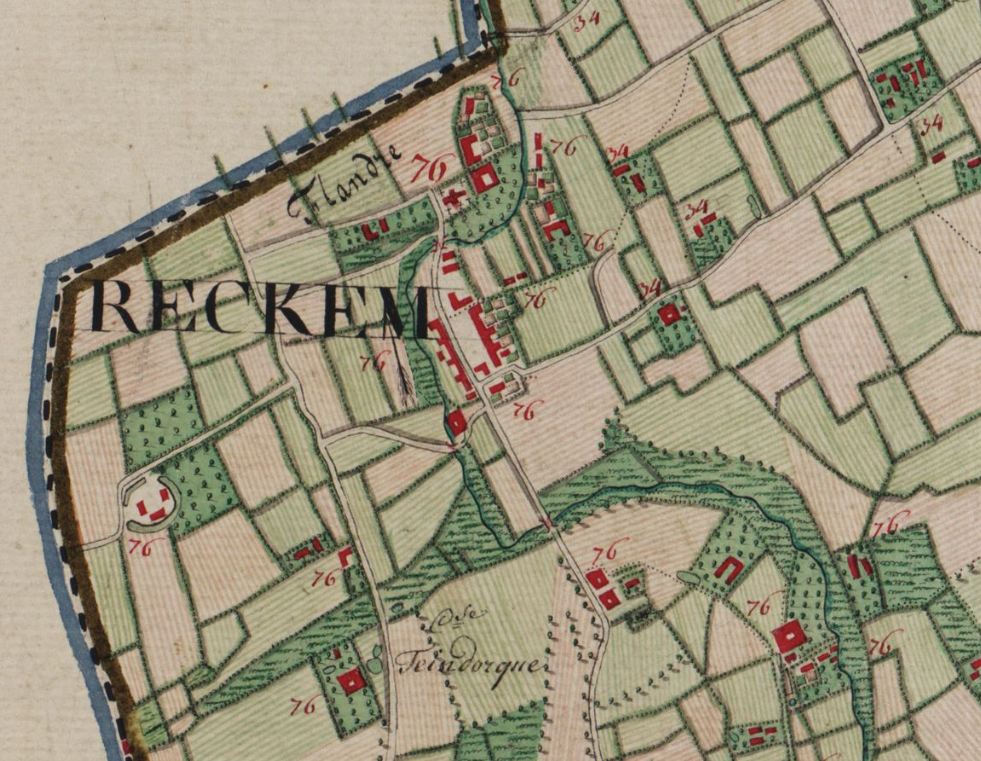
"Reckem" en 1777 sur la carte de Ferraris no 19

À la fin du XVIe siècle-début du XVIIe siècle, Bettremieu Miroul est seigneur de Steembourg sur Rekkem. Il a pris pour femme Barbe Petitpas.
Henri Muyssart (1655-1733), est écuyer, seigneur de Steembourg. Les Muyssart sont une famille d'ancienne noblesse ayant occupé de nombreuses fonctions au service de leurs souverains depuis au moins le XVe siècle ( mayeur, rewart, conseiller au Parlement de Tournai, officiers au service du roi). Fils de Charles Muyssart, seigneur du Pret, du Cappe (à Linselles), bourgeois de Lille, conseiller pensionnaire des États de la Flandre wallonne, conseiller au Conseil souverain de Flandre et de Marie-Agnès le Fort, il est baptisé à Lille le 7 avril 1655 et meurt à Tournai le 1er juin 1733, est inhumé dans l'église Sainte-Catherine de Lille. Il prend pour femme à Tournai le 15 avril 1697 Marguerite Bommart (1668-1722), fille de Nicolas et de Marie-Anne Carette. L'épouse est baptisée à Lille le 3 novembre 1668 et meurt le 6 décembre 1722, est inhumée dans l'église Saint-Nicaise de Tournai.
François II de Muyssart, écuyer, seigneur de Steembourg est fils d'Henri-Charles-François, écuyer, seigneur des Obeaux, de Chevresis, de Cappe, officier aux mousquetaires, bourgeois de Lille, grand bailli des États de Lille, Douai, Orchies, et de Marie-Élisabeth Boutillier. Baptisé à Lille le 27 janvier 1721, il fait ses preuves de noblesse pour entrer au collège Mazarin en octobre 1732. Il est nommé échevin de la prévôté d'Esquermes  le 11 août 1743, devient bourgeois de Lille le 19 janvier 1752, succède à son père en tant que grand bailli, haut justicier. Des lettres données à Versailles en février 1785, sous Louis XVI le créent comte de Steembourg. Arrêté le 6 frimaire an II (26 novembre 1793) sur ordre du Comité de surveillance de Lille, enfermé dans la maison des Bons-Fils à Lille, il est relâché le 1er fructidor suivant (26 novembre 1793), à la fin de la Terreur dans le Nord-Pas-de-Calais. Il épouse à Cambrai par contrat du 6 février 1751 Marie-Célestine-Josèphe de Francqueville (Famille de Francqueville), fille de Jean-Baptiste, écuyer, seigneur de Bourlon, et de Jeanne-Josèphe de Baralle. Ils sont les parents de Jean-Baptiste Joseph de Muyssart, maire de Lille, député, commandeur de la Légion d'honneur et les grands-parents de Charles de Muyssart, administrateur de la Guadeloupe.
En 1963, lors de la fixation définitive de la frontière linguistique, le hameau du Risquons-Tout (0,39 km² - presque 500 habitants) a été transféré de la commune de Rekkem à la ville de Mouscron.

## Culture
C'est à Rekkem qu'est situé le siège de l'association flamango-néerlandaise Ons Erfdeel ainsi que les rédactions des magazines Ons Erfdeel, Septentrion, The Low Countries et De Franse Nederlanden-Les Pays-Bas Français.
Jozef Deleu, écrivain et fondateur d'Ons Erfdeel, habite à Rekkem.

## Curiosités

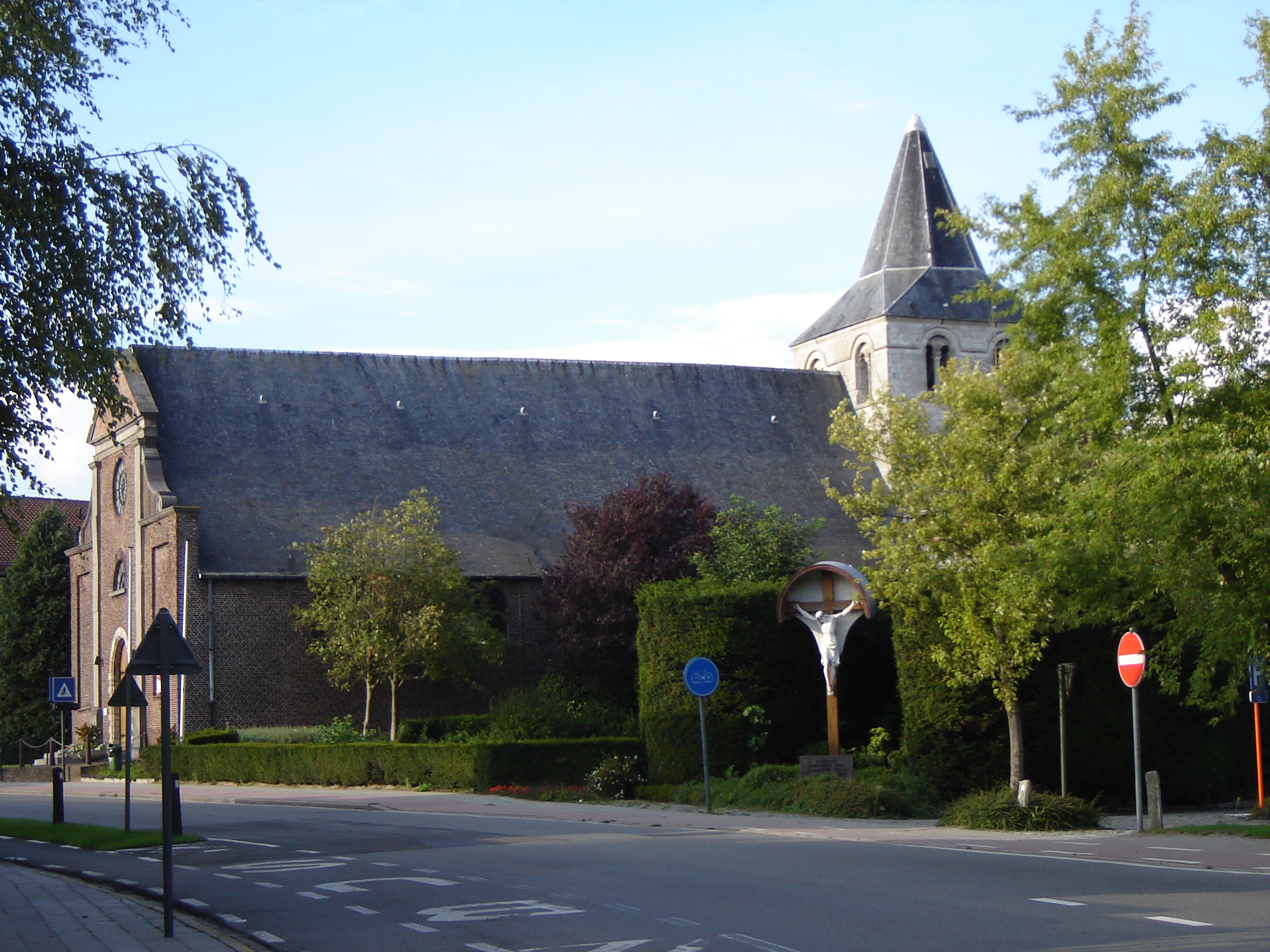
L'église Saint-Nicolas.

L'église paroissiale de Rekkem, l'église Saint-Nicolas (Sint-Niklaaskerk) a été érigée au XIIe siècle. C'est un monument classé depuis 1939.

## Personnalité née à Rekkem
- Paul Deman (1889-1961), coureur cycliste.